# Þríhyrningur (berg i Island, Austurland)
Þríhyrningur är ett berg i republiken Island. Det ligger i regionen Austurland, 300 km öster om huvudstaden Reykjavík. Toppen på Þríhyrningur är 957 meter över havet.
Trakten runt Þríhyrningur är nära nog obefolkad, med mindre än två invånare per kvadratkilometer. Det finns inga samhällen i närheten. Trakten runt Þríhyrningur består i huvudsak av gräsmarker.